# Mistrzostwa Krajów Bałkańskich w Chodzie Sportowym 2012
Mistrzostwa Krajów Bałkańskich w Chodzie Sportowym 2012 – zawody lekkoatletyczne w chodzie sportowym organizowane pod auspicjami Związku Lekkoatletycznego Krajów Bałkańskich, które odbyły się 7 kwietnia w stolicy Rumunii Bukareszcie.
W mistrzostwach wystąpiło 57 zawodników (30 mężczyzn i 27 kobiet) z 6 krajów.

## Rezultaty

### Mężczyźni
| Konkurencja:              | 1. miejsce              | Rezultat | 2. miejsce            | Rezultat | 3. miejsce      | Rezultat |
| Chód na 20 km seniorzy    | Predrag Filipović       | 1:28:50  | Florin Zaharia Mucuță | 1:29:54  | Marius Cocioran | 1:30:29  |
| Chód na 10 000 m juniorzy | Konstandinos Dendopulos | 43:48,51 | Şahin Şenoduncu       | 43:50,09 | Adrian Dragomir | 44:33,92 |

### Kobiety
| Konkurencja:              | 1. miejsce          | Rezultat | 2. miejsce      | Rezultat | 3. miejsce           | Rezultat |
| Chód na 20 km seniorki    | Ana Veronica Rodean | 1:35:17  | Ana Maria Groza | 1:37:17  | Georgiana Enache     | 1:38:07  |
| Chód na 10 000 m juniorki | Gamze Özgür         | 47:54,21 | Elif Koç        | 49:37,54 | Alexandra Aichimoaei | 53:07,55 |